# Briefgeheim (film)
Briefgeheim is een Nederlandse film uit 2010, geregisseerd door Simone van Dusseldorp en gebaseerd op het gelijknamige boek van Jan Terlouw.

## Verhaal
De ouders van Eva maken veel ruzie en dit vindt ze erg. Ze wil haar ouders laten merken dat zij er ook nog is en dat ze zich zo niet fijn voelt. Met hulp van haar vriendin Jackie en Jackies broer Thomas verzint ze een plan. Ze gaat zich verstoppen in het hotel van hun ouders. Als ze daar is, merkt ze dat ze haar oordopjes heeft vergeten in de tuin van de buurman Brandsema. Als Eva ze gaat zoeken, vangt ze een brief op, die uit het raam van de villa wordt gegooid. Even later ziet ze dat er een man buiten wordt neergeschoten. Als de buurman haar betrapt, laat hij haar opsluiten. Hij vertelt haar enige uren later dat haar vader voor hem werkt. Eva gelooft dit eigenlijk niet en wil dit ook liever niet geloven. De buurman kent echter haar naam en ook die van Jackie en Thomas. Ze belooft Brandsema niet naar de politie te gaan en ze mag daarna gewoon naar huis terug.
Aan de politie en haar ouders vertelt ze dat ze al die tijd thuis op zolder had gezeten. Ze was immers boos omdat haar ouders zoveel ruzie maakten. Ze laat haar vrienden beloven nooit naar de politie te gaan en vertelt hun wat er echt is gebeurd, maar als ze samen met haar vrienden op onderzoek uitgaat, komt ze erg veel aanwijzingen tegen, die er op lijken dat haar vader wel degelijk voor Brandsema werkt. Ook de brief, die Eva had opengemaakt, blijkt een lijst met verdachte namen. Op een dag vraagt Eva rechtstreeks aan haar vader of hij voor Brandsema werkt, maar hij zegt juist als spion voor de politie te werken. Haar vader wordt vervolgens vanuit zijn kantoor meegenomen naar de boot van Brandsema. Eva gaat er achteraan na een telefoontje van Jackie en Thomas, die toevallig in de jachthaven zijn wanneer haar vader langskomt.
Ze belt nu wel de politie en gaat zelf met Jackie en Thomas met een motorbootje achter haar vader aan. Op het laatste moment redden ze hem van een huurmoordenaar. De gealarmeerde politie neemt de huurmoordenaar van Brandsema mee. Later, als de gezinnen van Eva en van Jackie en Thomas bij elkaar proosten, vertelt de politie dat ze te weinig bewijs hebben om de grote baas Brandsema vast te laten zetten. Dan komt Eva met de brief, waarvan ze het briefgeheim had geschonden. Hiermee hebben ze voldoende bewijs en wordt Brandsema alsnog thuis gearresteerd. Haar ouders beloven dat het weer gezelliger zal worden thuis.

## Rolverdeling
| Acteur               | Personage               |
| -------------------- | ----------------------- |
| Hanna Obbeek         | Eva Vels                |
| Isabelle Stokkel     | Jackie                  |
| Nils Verkooijen      | Thomas                  |
| Daan Schuurmans      | Koen Vels, Eva's vader  |
| Lies Visschedijk     | Eva's moeder            |
| Finn Poncin          | Vader Jackie en Thomas  |
| Sophie Houweling     | Moeder Jackie en Thomas |
| Filip Peeters        | Herman Brandsema        |
| Karlo Severdija      | Dino                    |
| Nanette Drazic       | Zlatka                  |
| Mike Meijer          | David                   |
| Ruurt de Maesschalck | Inspecteur Martin       |
| Vincent Lodder       | Neergeschoten man       |
| Mimoun Ouled Radi    | Meester                 |